# Die Steinigung des heiligen Stephanus
Die Steinigung des heiligen Stephanus ist ein Ölgemälde des niederländischen Malers Rembrandt van Rijn. Es ist als Querformat auf Eichenholz ausgeführt und wurde als eines der frühesten Werke des jungen Rembrandt um 1625 gemalt. Über dem Haupt des Stephanus hat Rembrandt sein eigenes Gesicht und rechts neben dessen erhobener Hand das Gesicht seines Freundes und Kollegen Jan Lievens dargestellt. Damit ist das Gemälde auch das früheste unter Rembrandts mehr als 75 Selbstporträts. Das Werk wurde erst 1962 durch Horst Gerson im Magazin des Musée des Beaux-Arts in Lyon entdeckt, über seine Geschichte vor dem Erwerb im Jahr 1844 ist nichts bekannt.

## Beschreibung

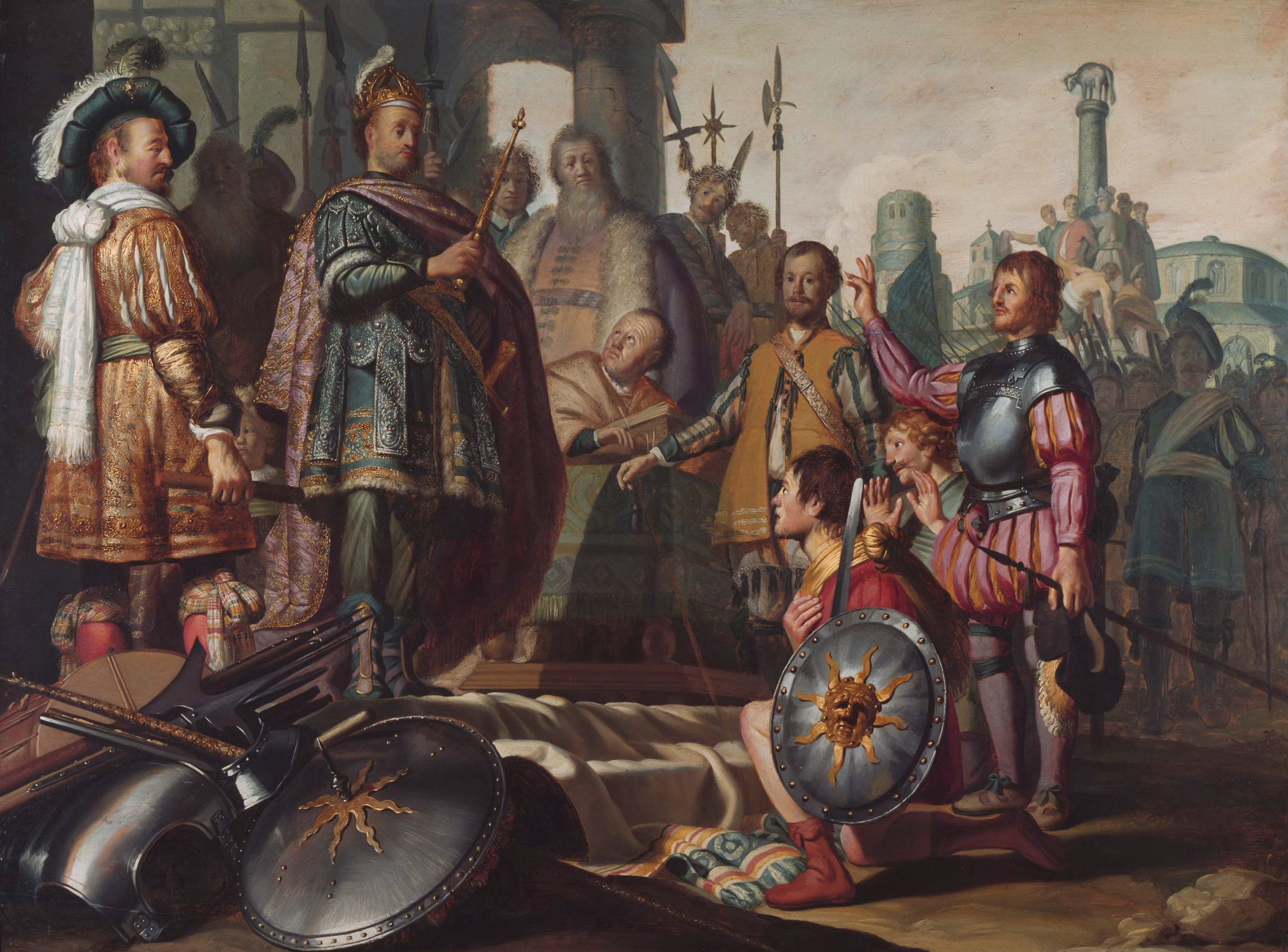
Historiengemälde mit Selbstporträt des Malers (evtl. Palamedes vor Agamemnon), Öl auf Holz, 90,1 × 121,3 cm, 1626, Museum De Lakenhal, Leiden

Das Gemälde zeigt die Steinigung des Stephanus, wie sie in der Apostelgeschichte des Lukas geschildert wird (Apg 7,54-60 ). Stephan wird vor den Toren der Stadt Jerusalem gesteinigt, im Hintergrund rechts sind die Türme der Stadt zu sehen. Der im Vordergrund kniende Stephanus trägt eine rote Dalmatik, seine Arme sind ausgebreitet, die Linke dabei wie zum Gruß erhoben, und der Blick in den Himmel gerichtet. Um ihn herum stehen fünf Männer, vier von ihnen mit Steinen in den zum Wurf erhobenen Händen, einer unmittelbar nach einem Wurf dargestellt. Zwischen den Werfern sind die Gesichter von sechs Zuschauern sichtbar. Eines davon, über dem Kopf des Stephanus, ist ein Selbstporträt des jungen Rembrandt. Rechts oben, vor der Stadtmauer, sind drei Personen abgebildet, bei denen es sich möglicherweise um jüdische Patriarchen handelt und die die Szene beobachten. Der rechte von ihnen macht eine beschwichtigende Geste, er könnte Gamaliel I. sein, der Lehrer des Paulus von Tarsus. In den Hintergrund der Bildmitte sind fünf Personen gemalt. Es handelt sich um den sitzenden jungen Saulus, auf dessen Schoß die abgelegten Obergewänder der Steiniger liegen, und vier Begleiter. Während die rechte Bildhälfte, mit Stephanus, den Steinigern und den meisten Zuschauern, durch ein aus dem Himmel herabstrahlendes Licht gut ausgeleuchtet ist, befinden sich links ein Reiter in prunkvollem Gewand und ganz am linken Bildrand ein berittener Standartenträger, die im Halbdunkel stehend die Steinigung beobachten. An der Wand über dem Kopf des Standartenträgers, am oberen Bildrand, ist das Gemälde mit R f.1625 (für Rembrandt fecit 1625, deutsch: Rembrandt hat es 1625 gemacht) monogrammiert und datiert. Das Monogramm wird in der Forschung trotz deutlicher Unterschiede zu den Signaturen ab 1626 als authentisch akzeptiert.
Rembrandt hat im rechten Teil des Gemäldes zunächst die Hauptfiguren gemalt, und dann die freien Flächen zwischen ihnen mit Porträts, einschließlich seines Selbstporträts, und mit Landschaftsteilen ausgefüllt. Hier liegt ein wesentlicher Unterschied zum Historiengemälde im Museum De Lakenhal in Leiden, das 1626 in Schichten vom Hintergrund nach vorne gemalt wurde und dessen Figuren im Vordergrund oft über schon vorhandene Elemente gemalt wurden. Dieses Historiengemälde weist nur partiell im Hintergrund die dichte Staffelung der Figuren auf, die die Steinigung auszeichnet. Andere Frühwerke Rembrandts, in denen die Figuren vergleichbar dicht gedrängt stehen, sind Bileam und die Eselin im Musée Cognacq-Jay in Paris und Christus vertreibt die Geldwechsler aus dem Tempel im Puschkin-Museum in Moskau, beide 1626 gemalt. Das Gemälde wird durch den starken Kontrast zwischen der linken Bildhälfte im Halbdunkel und der von einem Lichtstrahl ausgeleuchteten rechten Bildhälfte bestimmt. Den heiligen Stephanus in einem aus dem Himmel herabscheinenden Lichtstrahl hat vor Rembrandt bereits Adam Elsheimer in seiner Steinigung des heiligen Stephanus dargestellt. Es ist unklar ob Rembrandt dieses Werk kannte, weitere Anleihen bei Elsheimer sind jedenfalls nicht sichtbar.
Das Gemälde hat das Format 89,5 × 123,6 cm und ist mit Ölfarbe auf Eichenholz mit waagerechter Maserung gemalt. Dieses Format entspricht jenem des Leidener Historiengemäldes, das ebenfalls ein verstecktes Selbstporträt Rembrandts enthält. Die Unterlage besteht aus drei Brettern, die von oben nach unten Breiten von 29,5 cm, 29 cm und 29 cm haben. Das mittlere Brett hat links zwei Risse, von denen einer 31 cm lang ist. Eine auf der Rückseite angebrachte hölzerne Parkettierung wurde in der zweiten Hälfte des 20. Jahrhunderts durch eine Stützkonstruktion aus verleimten Holzblöcken und Stäben aus rostfreiem Stahl ersetzt. Die gelblich-braune Grundierung scheint an manchen Stellen durch. Die Analyse eines Querschnitts der Grundierung ergab als Befund, dass zunächst eine etwa 35 Mikrometer starke Schicht, vermutlich aus Kalk und Leim, aufgetragen wurde. Darauf wurde eine dünnere Lage Bleiweiß mit braunen Farbpigmenten aufgebracht. Darin stimmt Die Steinigung des heiligen Stephanus mit anderen frühen Arbeiten Rembrandts überein. Die Farbschicht befindet sich in einem insgesamt guten Zustand, die braunen Farbtöne haben etwas gelitten und es befindet sich an verschiedenen Stellen unterschiedlich starkes Krakelee.

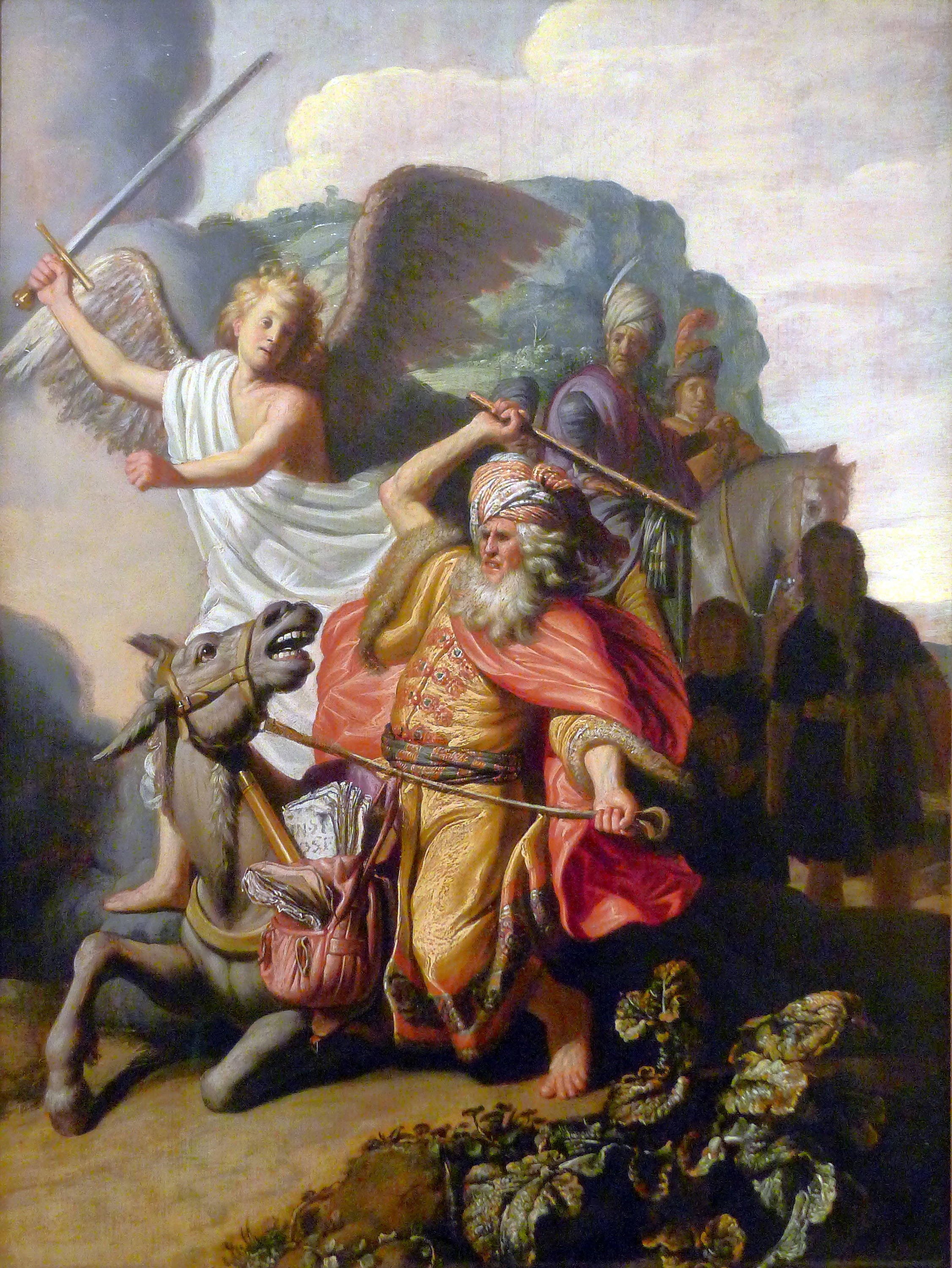
Bileam und die Eselin, Öl auf Holz, 65 × 47 cm, 1626, Musée Cognacq-Jay, Paris
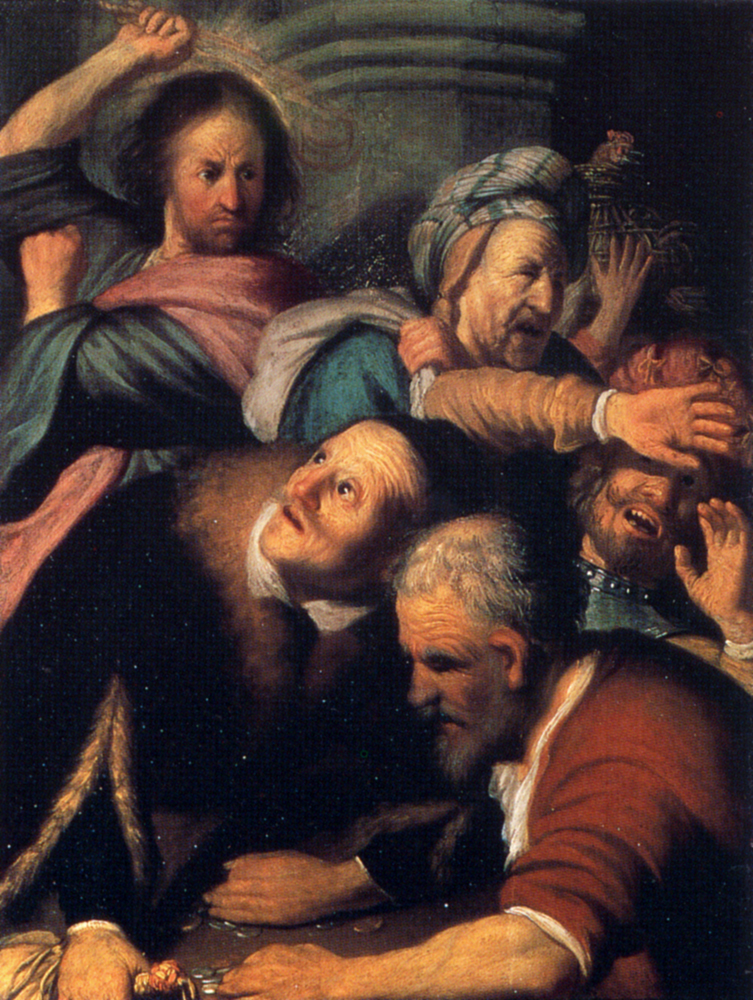
Christus vertreibt die Geldwechsler aus dem Tempel, Öl auf Holz, 43,1 × 32 cm, 1626, Puschkin-Museum, Moskau
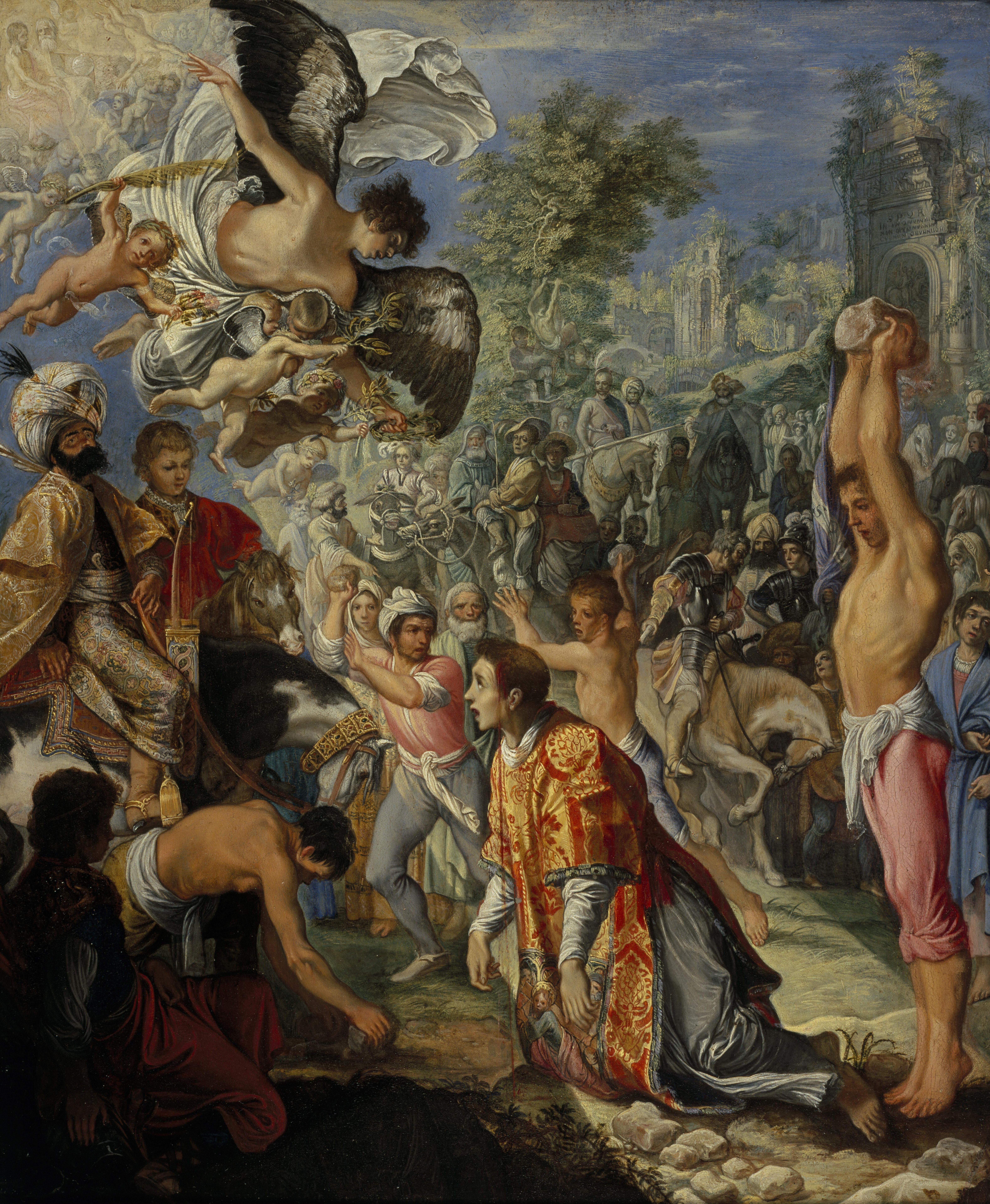
Die Steinigung des heiligen Stephanus, Adam Elsheimer, Öl auf Kupfer, 34,7 × 28,6 cm, ca. 1603, Scottish National Gallery, Edinburgh

## Hintergrund

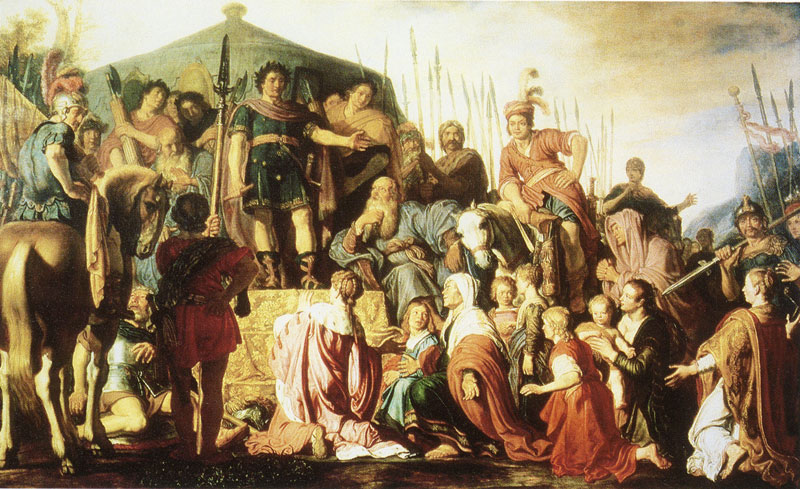
Coriolanus und die Mütter Roms, Pieter Lastman, Öl auf Holz, 81 × 133 cm, 1622, Trinity College Dublin

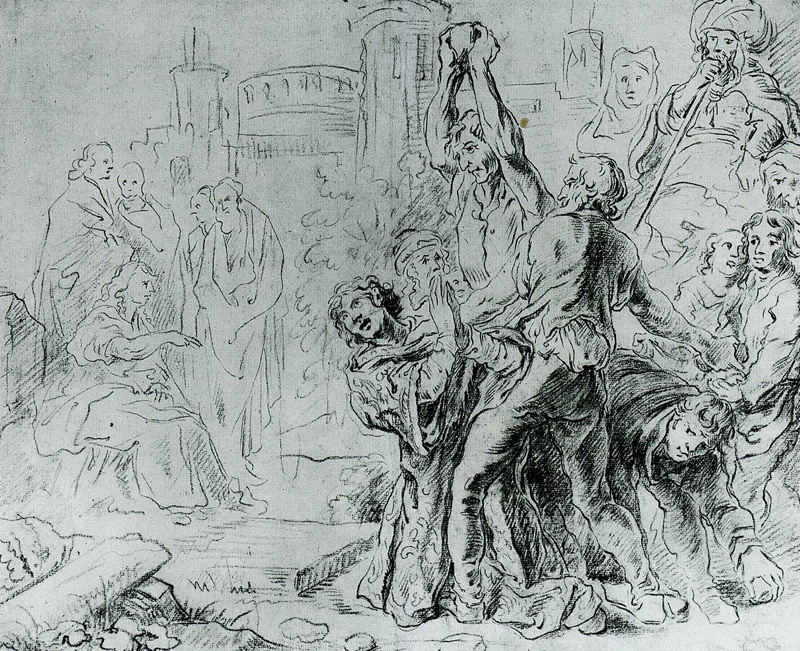
Die Steinigung des heiligen Stephanus, nach Pieter Lastman, schwarze Kreide, 29,5 × 36,4 cm, 1630 bis 1640, Kupferstichkabinett Berlin

1620 begann Rembrandt eine dreieinhalb Jahre währende Ausbildung bei dem Leidener Maler Jacob Isaacsz. van Swanenburgh, der in Italien geschult wurde und für seine Darstellungen der Hölle bekannt ist. Möglicherweise lernte Rembrandt von ihm das Spiel mit Licht und Schatten, das seine Arbeit später auszeichnete und hier in der wie ausgeleuchtet wirkenden Steinigungsszene bereits anklingt. 1624 begab Rembrandt sich nach Amsterdam, um ein halbes Jahr lang bei Pieter Lastman zu lernen, der auf Rembrandt einen größeren künstlerischen Einfluss als van Swanenburgh ausübte. Die Steinigung des heiligen Stephanus galt über Jahrzehnte als die früheste überlieferte Arbeit des jungen Rembrandt, da sein Monogramm und die Datierung auf 1625 allgemein als authentisch akzeptiert werden. Diesen Rang hat das Bild an Die fünf Sinne verloren, das kleine Selbstporträt ist aber nach wie vor das früheste bekannte Selbstporträt Rembrandts.
Der niederländische Kunsthistoriker Ben Broos sieht in Rembrandts Darstellung des Reiters und des linken Steinigers eine Anleihe bei einem 1622 von seinem Lehrmeister Pieter Lastman gemalten Historienbild, das den Empfang der römischen Mütter durch den Feldherrn Coriolanus darstellt. Bei Lastman ist ebenfalls ein Reiter die in der linken Bildhälfte dominierende Figur, begleitet von einem Lanzenträger, dessen Position in Rembrandts Gemälde von dem linken Steiniger eingenommen wird. Eine weitere Anleihe, bei einem nun verschollenen weiteren Bild Lastmans, könnte die Bildgestaltung mit den Türmen Jerusalems im Hintergrund und dem sitzenden Saulus sein. Im Kupferstichkabinett Berlin befindet sich eine Kreidezeichnung nach diesem Gemälde, die einen entsprechenden Rückschluss nahelegt. In der Steinigung des Stephanus, und in weiteren frühen Werken mit religiösen oder historischen Motiven, kommt Rembrandts Wunsch zum Ausdruck, ein großer Historienmaler zu werden.

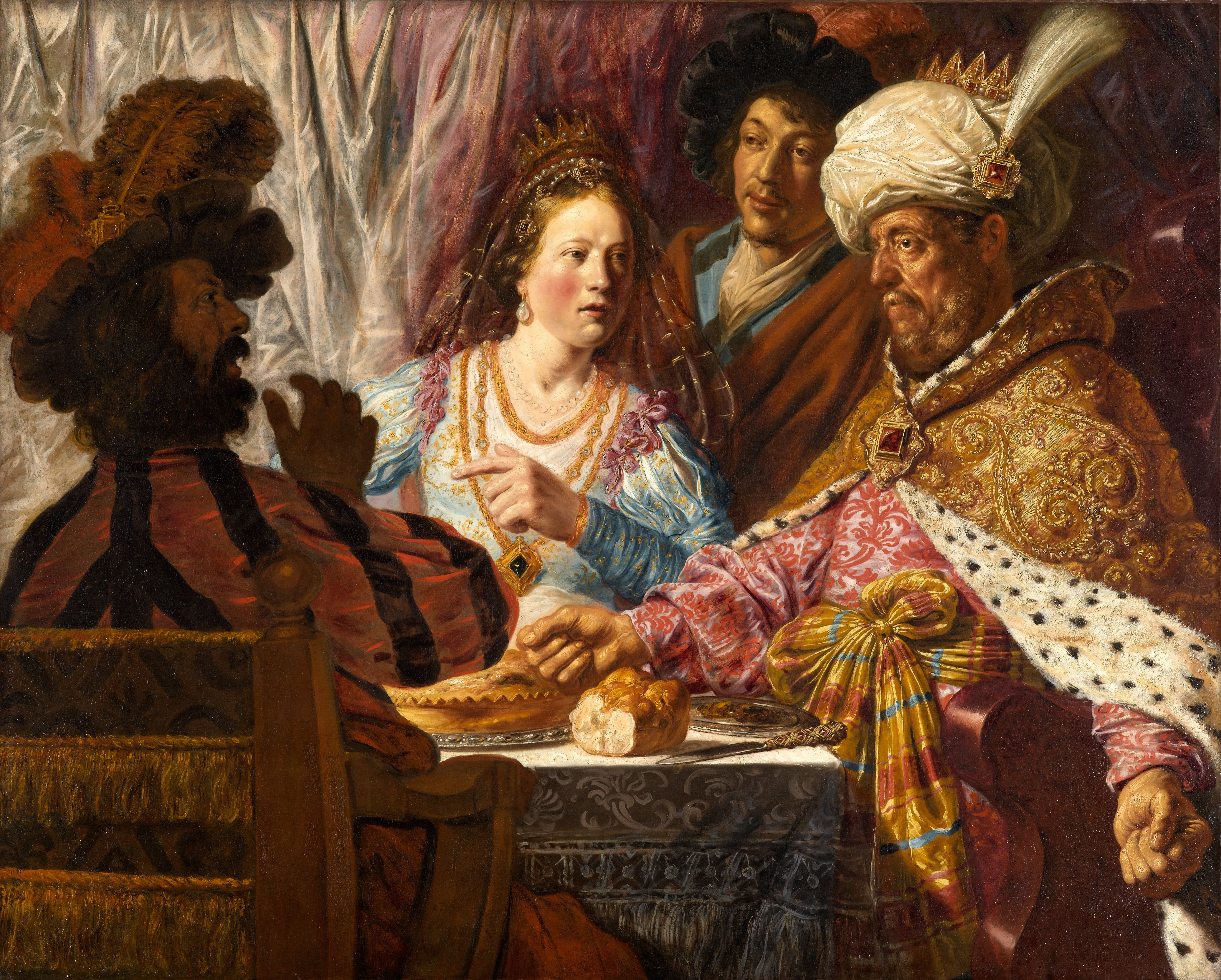
Das Festmahl der Ester, Jan Lievens, Öl auf Leinwand, 163,8 × 130,8 cm, ca. 1625, North Carolina Museum of Art, Raleigh

Die Mitarbeiter des Rembrandt Research Project (RRP) sehen im ersten Band ihres Corpus ebenfalls Anleihen bei Lastmans Coriolanus, aber sie gehen davon aus, dass die links im Schatten stehenden Figuren eher von Jan Lievens’ um 1625 gemalten Festmahl der Ester beeinflusst wurde. In der Vergangenheit wurde das Festmahl der Ester Rembrandt zugeschrieben.

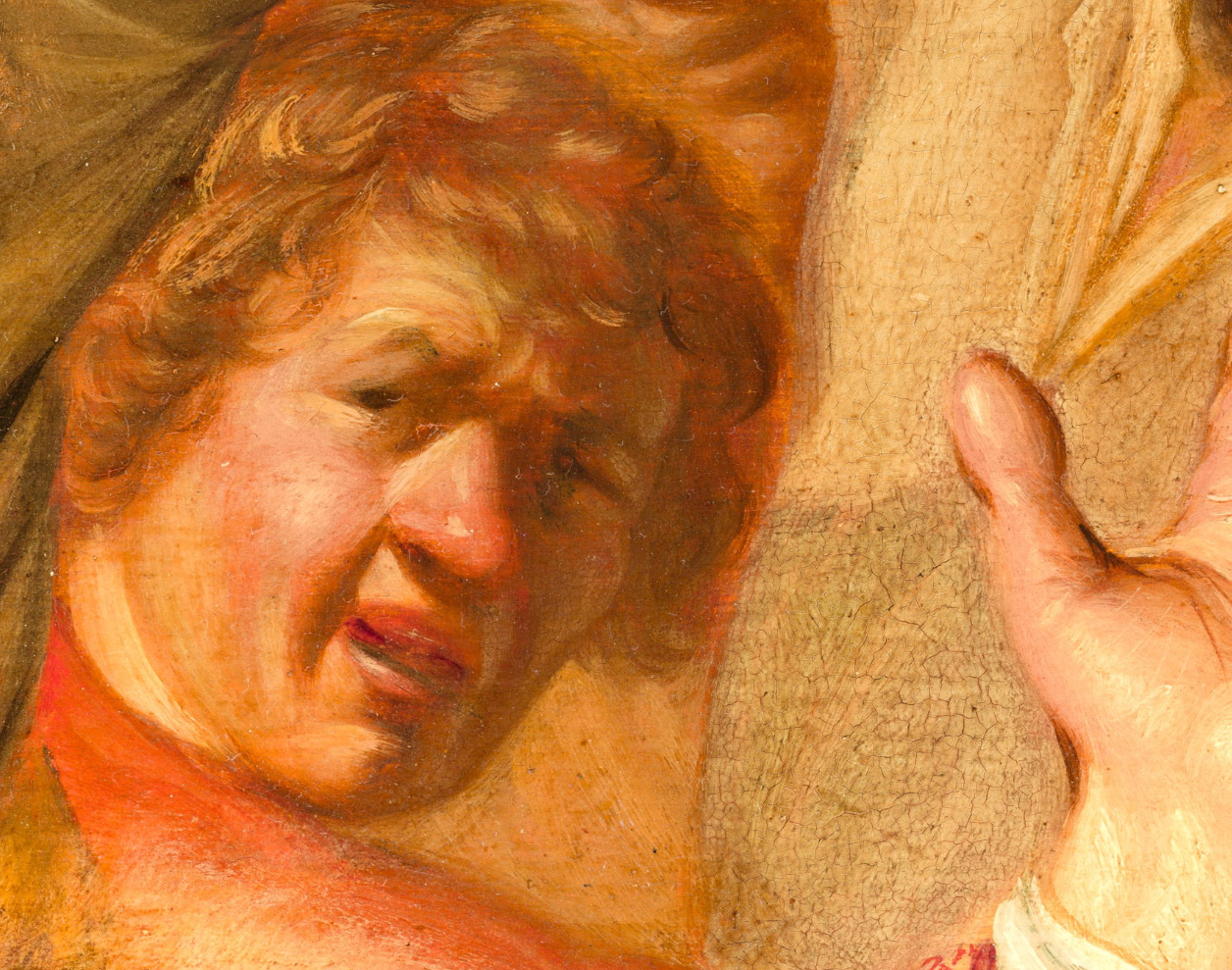
Selbstporträt Rembrandts, über dem Haupt des heiligen Stephanus

In Rembrandts Werk nehmen die Selbstporträts während seines ganzen Künstlerlebens einen breiten Raum ein. Während der Jahre bis 1631 malte, zeichnete oder radierte Rembrandt mehr als 20 seiner über 75 bekannten Selbstporträts. In der Steinigung des heiligen Stephanus brachte er erstmals ein kleines Selbstporträt unter den Zuschauern unter. Diese versteckten Selbstporträts waren zunächst nur Nebenfiguren. Wenige Jahre später, in der 1633 gemalten Kreuzaufrichtung in der Alten Pinakothek in München, stellte Rembrandt unzweifelhaft sich selbst als einen der Henker Christi dar. In dieser Phase nutzte Rembrandt die Selbstporträts zur experimentellen Darstellung unterschiedlicher Gemütszustände. Im Fall der Steinigung stellte Rembrandt sich selbst mit einem vor Entsetzen verzerrten Gesicht dar, spätere Selbstporträts zeigen ihn immer wieder lachend, nachdenklich oder von einer anderen Stimmung ergriffen. Dabei dienten die Selbstporträts nicht nur der Werbung um Kunden, sondern auch und vor allem als Übungsfeld, um die Darstellung tiefer Emotionen für seine Historienbilder zu erlernen. Wie sein eigenes Bildnis brachte Rembrandt immer wieder Porträts ihm nahestehender Personen in seinen Bildern unter. Das Gesicht rechts neben der erhobenen Hand des Stephanus wurde als Rembrandts Freund und Kollege Jan Lievens identifiziert.

## Rezeption
Das Gemälde wurde erst 1963 von Horst Gerson im Magazin des Musée des Beaux-Arts in Lyon entdeckt. Gerson publizierte seinen Fund 1962 und 1963 in zwei Kunstzeitschriften. In Kurt Bauchs 1966 veröffentlichtem Werkverzeichnis der Gemälde war Die Steinigung des heiligen Stephanus mit der Nummer 41 aufgeführt und als Original anerkannt. Ihm folgte Gerson, der dem Gemälde 1968 in seinem Werkverzeichnis die Nr. 2 zuwies und es in seiner Überarbeitung des Werkverzeichnisses von Abraham Bredius als Nr. 531A aufführte. 1982 wurde das Gemälde vom Rembrandt Research Project (RRP) als frühestes sicher von Rembrandt gemaltes Bild mit der Nummer A 1 in den ersten Band des Corpus of Rembrandt Paintings aufgenommen. Zu diesem Zeitpunkt galt die Authentizität des Zyklus Die fünf Sinne nicht als erwiesen, daher wurden die drei seinerzeit bekannten Bilder als die ersten drei Werke in die Gruppe B eingeordnet. Christian Tümpel gab dem Gemälde in seinem Werkverzeichnis die Nummer 33, der sechste Band des Corpus führt es als Nummer 5.
Der Kunsthistoriker Gary Schwartz sieht Rembrandt aufgrund der Vielzahl religiöser Motive in seinem Werk als einen der herausragenden visuellen Interpreten der Heiligen Schrift. Zudem betrachtet er ihn wegen der Annahme von Aufträgen sowohl von protestantischen als auch von katholischen Kunden als einen Vorläufer der Ökumene (Schwartz verwendet den Begriff Ökumenismus). Die Nähe Rembrandts zum Katholizismus äußere sich in Darstellungen wie der seines Sohnes Titus als Franziskaner (Rembrandts Sohn Titus im Mönchshabit, 1660, Rijksmuseum Amsterdam). Die Steinigung des heiligen Stephanus bringt Rembrandt mit der gemäßigten Reformation in Verbindung, den Remonstranten. In den Jahren bevor Rembrandt seine Steinigung malte waren führende Vertreter der Remonstranten hingerichtet oder vertrieben worden. Das Leidener Historiengemälde mit Selbstporträt des Malers wurde auch wegen der Parallelen – zum Beispiel der Steinigung des Protagonisten, dem Format und dem Einbetten eines Selbstporträts – mit dem hypothetischen Titel Palamedes vor Agamemnon – als Pendant der Steinigung des heiligen Stephanus angesehen. Beide Gemälde sind danach von dem Leidener Philologen, Historiker und Schriftsteller Petrus Scriverius in Auftrag gegeben worden, der dem remonstrantischen Glauben anhing und beide Bilder auf die Auseinandersetzung zwischen Moritz von Oranien und seinem 1619 hingerichteten Gegenspieler Johan van Oldenbarnevelt bezog.

## Provenienz
Das Gemälde wurde vom Musée des Beaux-Arts im Jahr 1844 auf einer Auktion erworben. Näheres zu diesem Verkauf und zur Vorgeschichte des Bildes ist nicht bekannt.

## Weitere Bearbeitungen des Motivs durch Rembrandt

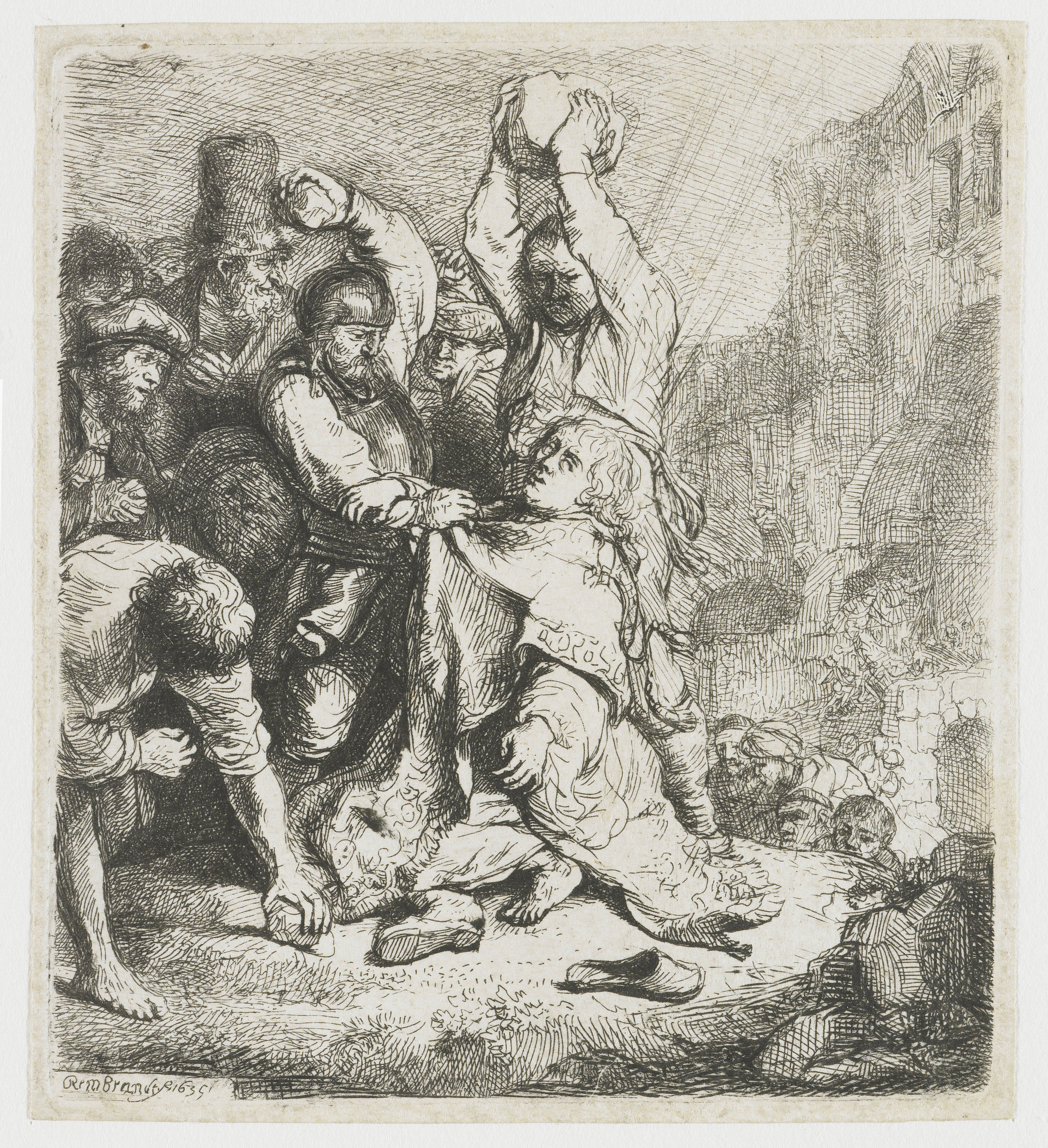
Die Steinigung des heiligen Stephanus, Radierung, 9,5 × 8,5 cm, 1635, Rijksprentenkabinet, Amsterdam

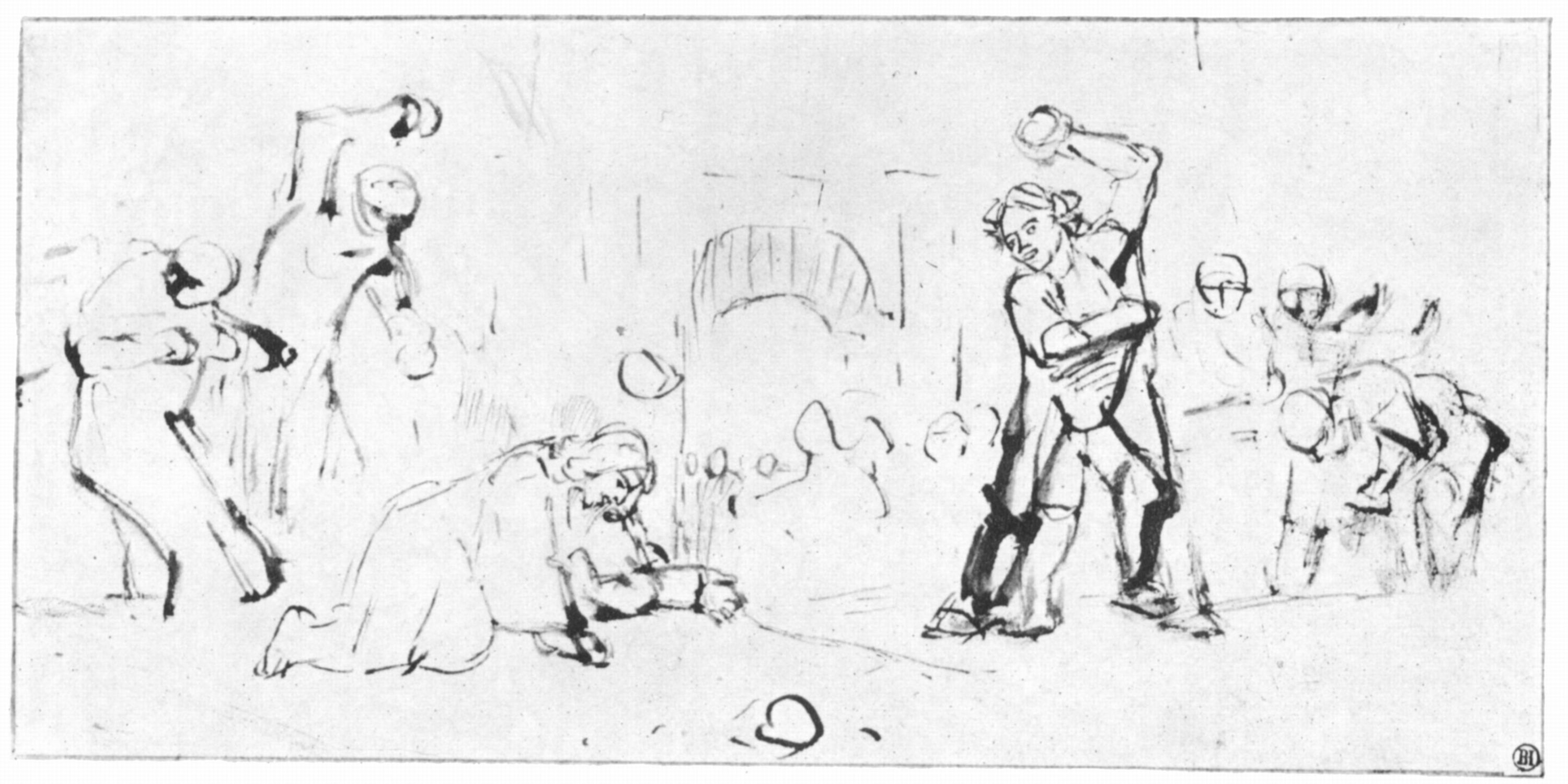
Die Steinigung des heiligen Stephanus, Federzeichnung, 12,4 × 25,5 cm, 1655 bis 1660, Kupferstichkabinett Berlin

1635 fertigte Rembrandt eine kleinformatige Radierung, deren Bildaufbau mit den dicht gedrängten Figuren und dem von einem Lichtstrahl erfassten Stephanus stark der rechten Hälfte des Gemäldes ähnelt. Mehrere Museen besitzen Exemplare, die Platte ist noch erhalten. Im Kupferstichkabinett Berlin befindet sich eine in der Zeit von 1655 bis 1660 entstandene Federzeichnung, mit der Rembrandt das Motiv skizzenhaft darstellt, deren Stephanus aber niedergeduckt auf dem Boden kniet und die auch sonst keine Parallelen zum Gemälde mehr aufweist.

## Ausstellungen (chronologisch)
- Wallraf-Richartz-Museum, Köln, Deutschland. Ausstellung Triumph und Tod des Helden. Europäische Historienmalerei, von Rubens bis Manet, 30. Oktober 1987 bis 10. Januar 1988
- Kunsthaus Zürich, Schweiz. Ausstellung Triumph und Tod des Helden. Europäische Historienmalerei, von Rubens bis Manet, 3. März 1988 bis 24. April 1988
- Musée des Beaux-Arts, Lyon, Frankreich. Ausstellung Triomphe et mort du héros, 19. Mai 1988 bis 17. Juli 1988
- Fondation Custodia/Collection Frits Lugt, Paris, Frankreich. Ausstellung Tableaux flamands et hollandais du Musée des Beaux-Arts de Lyon, 1991
- Musée des Beaux-Arts, Lyon, Frankreich. Ausstellung Flandre et Hollande au siècle d'or. Chefs-d'oeuvre des Musées de Rhône-Alpes, 25. April 1992 bis 12. Juli 1992
- Gemäldegalerie, Berlin, Deutschland. Ausstellung Rembrandt. Genie auf der Suche, 4. August 2006 bis 5. November 2006 (nicht im Katalog)
- Museo del Prado, Madrid, Spanien. Ausstellung Rembrandt. Pintor de historias, 15. Oktober 2008 bis 6. Januar 2009
- Musée des Beaux-Arts, Lyon, Frankreich. Ausstellung Autoportraits. De Rembrandt au selfie, 26. März 2016 bis 26. Juni 2016 (nicht an den anderen Orten dieser Ausstellung)
- Musée Jacquemart-André, Paris, Frankreich. Ausstellung Rembrandt intime, 16. September 2016 bis 23. Januar 2017